# Al D'Amato
Alfonse Marcello "Al" D'Amato, född 1 augusti 1937 i Brooklyn i New York, är en amerikansk republikansk politiker. Han var ledamot av USA:s senat från delstaten New York 1981-1999. Från och med 2023 är D'Amato den siste republikanen som har representerat New York i den amerikanska senaten.
D'Amato är född i Brooklyn och uppvuxen på Long Island. Han har avlagt sin grundexamen vid Syracuse University och juristexamen vid Syracuse Law School. D'Amato har fyra barn från sitt första äktenskap. Han gifte om sig 2004 med Katuria Elizabeth Smith.
D'Amato besegrade den sittande senatorn Jacob K. Javits i republikanernas primärval inför 1980 års kongressval. Han blev sedan invald i senaten med 45% av rösterna i ett val där Javits fick många liberala röster som kandidat för det lilla partiet Liberal Party of New York. I senaten blev D'Amato känd för sina långa filibusters.
Efter tiden i senaten arbetade han som korrespondent för tidskriften George och som kommentator för Fox News Channel. Han innehar numera en chefsposition på Computer Associates.